# Universidad Katip Celebi de Esmirna
La Universidad Katip Celebi de Esmirna (turco: İzmir Kâtip Çelebi Üniversitesi) es una universidad pública en Esmirna, Turquía.